# Алија Гушанац
Алија Гушанац или Халил-ага Гушанац (тур. Kuşancalı Halil / Goşancalı Halil, алб. Alija Gushanac; Гусиње, 18. век — Батин, 26. август 1810) био је вођа крџалија, господар Београда (1804—1806), касније османски паша и сераскер у руско-турском рату (1806—1812).
У почетку је био у служби Османа Пазваноглуа, који га је послао у помоћ дахијама. После убиства дахија уз помоћ своје војске плаћеника успоставио је власт у Београду, потпуно потиснувши у страну новог везира Смедеревског санџака, Сулејман-пашу. Српски устаници су га протерали из Београда 1806. године, када се вратио у Видин Пазваноглуу. Потом се ставио у службу регуларне османске војске и борио против српских устаника у бици на Штубику и Малајници 1807. године. Истакао се у руско-турском рату, где је био именован за сераскера Софије и уздигнут у ранг паше са два туга — ферика. Погинуо је у борби са Русима у Батинској бици 1810. године.

## У служби дахија
Не зна се кад је Алија Гушанац, Албанац из Гусиња, постао вођа крџалија, ни кад је ступио у службу Османа Пазваноглуа. У пролеће 1804. године Осман Пазваноглу га је послао у помоћ дахијама. Са својих хиљаду крџалија, он је нанео пораз српским устаницима код Јагодине и успут се више пута сукобљавао с њима. Неповерљиве према њему, дахије га нису пуштале у Београдску тврђаву, већ су му одредиле да се улогори на Врачару.
Када Порта наредила босанском везиру Бећир-паши да среди стање у Београдском пашалуку, Алија је отворено преговарао са обе зараћене стране. Пашином иницијативом вероватно је и дошло до споразума између Гушанца и Карађорђа, по коме су се Срби обавезали да исплате крџалијама 360 кеса, а они њима четири дахијске главе. Међутим, вођа крџалија је одлучио да пусти дахије да побегну. Један Гушанчев слуга и повереник, наводно у свађи са Гушанцем, али свакако по његовом налогу, јавио је дахијама да његов господар намерава да пусти војску побуњеника у град. Дахије су, стога, 16. јула напустиле тврђаву и на једној шајци отпловиле низ Дунав Пазваноглуу. Успут их је стигла потера и били су погубљени.

## Господар Београда

### Успостављање власти
Гушанац је искористио њихов одлазак и завладао целим градом и тврђавом, ставивши под стражу београдског везира Агу Хасан-пашу. Није пропустио да опљачка највиђеније људе под изговором да су били пријатељи са дахијама. Султана је ипак поштовао толико да је без устезања пустио босанског пашу у град, али не и у тврђаву, иако му је наводно био одан. Крајем августа за београдског везира је именован Сулејман-паша. Делује да Гушанац није био задовољан овим избором, пошто се на исти жалио Карађорђу. Међутим, убрзо је успео да и новог пашу стави под своју контролу. Како је Гушанац покушао да готово уцењује Порту помоћу заточеног паше, Сулејман-паша је смењен, а за београдског везира именован Бећир-паша.
Попуштања Србима која је иницирао Бећир-паша изазвала су велико незадовољство међу крџалијама. Најамници су увек пре свега гледали на новац, а како су Срби, све више незадовољни великим плаћањима, одбијали да дају допринос у њиховој исплати, они су били спремни на побуну против помирљивијих елемената, па чак и против свог вође. Гушанац тражио је да му се исплати око 250.000 гроша у виду заосталих плата које су му дуговале још дахије. Није се устручавао да уцењује и самог Бећир-пашу, кога је, користећи малобројност регуларне војске, без проблема притворио док му не исплати тражени износ. На везирову молбу Срби су платили тражену суму и Гушанац је пустио Бећира, који се у јесен вратио у Босну.

### Пре сукоба са српским устаницима
Обезбедивши потпуну власт над Београдом, крџалије су ступиле у међусобне сукобе. Сулејман, који је остао у Београду само као привид легитимне турске власти, није могао ни да покуша да их спречи. Реџеп, синовац команданта острва Ада Кале, ушао је у сукоб са Гушанцем и био је поражен.
После Бећир-пашиног одласка Гушанац се побратимио и изменио поклоне са Карађорђем, Јаковом Ненадовићем и Јанком Катићем, склопивши на тај начин примирје са устаницима. Међутим, устаници су наставили да га доживљавали као претњу. У фебруару 1805. године Срби су на скупштини у Остружници донели документ у коме су навели списак свих трошкова претходних борби. Између осталог, ту је било наведено шта су у три маха дали Алији Гушанцу, шта Бећир-паши и Сулејман-паши. Предавањем овог документа изасланицима Влашке и Молдавије које су ту дошли као посредници у име Порте, они су хтели да пониште све захтеве у погледу заосталих дажбина. У пролеће устаници су извршили и један напад на Гушанчеве снаге у Београду. Али, односи су ускоро поново изглађени и примирје је остало на снази.
Када је у лето Хафис-паша одређен да у Београдском пашалуку успостави ред, Гушанац је остао пасиван. За то је био нарочито заслужан Стефан Живковић, претходни српски изасланик на Порти. Он га је убедио да је, упркос заузимању Срба за њега, Хафис-паша подмићивањем добио положај везира. Гушанац је на то одговорио:
Добро, онда га истерајте!
Такође је обећао да ће се са својим крџалијама држати мирно и ако око Београда остане само мања устаничка војска. Бојао се да доласком новог везира не изгуби свој дотадашњи положај.

### Опсада Београда
После погибије Хафис-паше у боју на Иванковцу 18. августа и окретања српског устанка против легитимне турске власти уследио је и крај примирја између раје и крџалија. Ђуша Вулићевић, војвода смедеревске нахије, био је убијен и устаници су се за то сурово осветили смедеревским Турцима. Широм Пашалука дошло је до борби између Турака и раје, којима се придружио сам Гушанац нападајући Савом српске шанчеве код Остружнице и копном села Жарково и Железник. На прелазу у нову 1806. годину ту је дошло до праве битке. Прећутан или изричит Гушанчев споразум са Србима о снабдевању храном био је потпуно одбачен и сукоб између њих је постао отворен. Дана 10. маја 1806. године, Карађорђе, Васа Чарапић, Станоје Главаш и Милоје Петровић блокирали су Београд, али, услед проблема на другим странама, дуго нису отпочели праву опсаду. Могуће је да је тад Алија повредио границу са Аустријом. Наиме, услед нереда у Београдском пашалуку, Аустрија је забранила извоз жита и брашна. У августу 1804. године била је дата нарочита дозвола београдском везиру за набавку хране, али је забрана пооштрена пошто су београдски Турци присвојили неколико аустријских лађа са храном.
Дана 25. септембра 1806. године у Србију је стигао посебан мухасил са циљем да прогласи мир између Турака и Срба − Ичков мир. По мухасиловој објави, Гушанац је са устаницима уговорио четрнаестодневно примирје. Становницима Београда тада је допуштено да се снабдеју дрвима за предстојећу зиму. Међутим, Срби нису дозволили мухасилу да уђе у Београд, плашећи се да би га Гушанац могао заробити, већ су му за место боравка одредили Врачар. Он је одатле позвао Сулејман-пашу да пошаље своје заступнике да чују ферман и наредбе Дивана. Изасланици су ошто протестовали што се одредба не чита у самом Београду, као што је до тада био случај, и чак су одбили да чују ферман. Уместо тога тражили су и добили од мухасила копију, за коју су касније тврдили да је фалсификат. На тај начин Гушанац је у потпуности одбацио одредбе Ичковог мира, по којем је са крџалијама био дужан да напусти Београд. Ипак, 12. октобра, одао је признање Карађорђу на постигнутим победама на Мишару и на Делиграду исте године, написавши му:
Твоје су победе заиста необичне и дивне, и то је заиста једини пример да је раја победила војске мојега султана и господара.
Босански везир, Коча Мехмед Хусрев-паша, по наредби Порте је поручио је Гушанцу да изиђе из града, а устаницима да приме уговорене обавезе и не нападају Београд. Међутим, Гушанац се оглушио о овај савет, док су устаници у новембру поново послали Петра Ичка у Цариград и одлучили да нападом на Београд изврше притисак на Порту.
Пошто се рат претворио у непријатељство између муслимана и хришћана, дошло је до пребега крџалија хришћанске вере на страну устаника. Међу њима нарочито се истицао бимбаша Конда, који је до тада много учионио за одбрану града од Срба. Са Узун Мирком и са још пет људи, он је ујутру 30. новембра ушао у град, представљајући их као крџалије, и иза леђа напао стражу на Сава капији. Тог дана је био почетак бајрама, тако да су Турци у даљини мислили да се чује пуцњава у част празника. Пошто је стража савладана, Милоје Петровић је упао у град, изазивајући велику забуну. Затим је у напад кренуо и Карађорђе, док се Васа Чарапић пробио преко Стамбол капије у град и погинуо. У огорченој борби Срби су подметнули пожар, приморавајући главнину турских снага на повлачење у тврђаву.
Карађорђе је потом заузео неутрално Велико ратно острво, пресекавши на тај начин снабдевање тврђаве из Земуна. Дана 10. децембра Гушанац је понудио споразум о предаји, по коме је 17. децембра напустио тврђаву и са својим крџалијама отишао са осам великих лађа ка Видину. Међутим, разјарени Срби гонили су га на шајкама. Док је пролазио поред Пореча, тукла га је батерија Миленка Стојковића. Од ових напада спасла га је само брзина реке. Иако су људи који су, по споразуму, водили крџалијске коње до Видина успут нападнути, опљачкани и побијени, он је испунио свој део договора и таоце које је био повео са собом послао здраве и читаве у Београд. Делом од крџалија који су прешли на страну устаника образован је одред бећара, који је држан у Београду и био непосредно потчињен Карађорђу.

## Напади на Карађорђеву Србију
Вративши се у Видин, Алија Гушанац је опет ступио у службу Османа Пазваноглуа, који се у међувремену покорио Порти. Од фебруара 1807. године Гушанац је у служби његовог наследника Мула-паше. Од пролећа је области под контролом паше у Видину са запада угрожавао Миленко Стојковић, који је прешао преко Мироча упао у Неготинску Крајину, продирајући повремено до самог Видина. Гушанац и Мула-паша, помогнути саветима француског конзула у Видину, пуковника Меријажа, кренули су у контранапад и опсели Миленка на Штубику.
Међутим, Србима је убрзо у помоћ стигао Карађорђе, а потом и одред од 1000 Руса под генералом Исајевим. Заједничким снагама они су потисли Гушанца и Мула-пашу и 19. јуна нанели им одлучан пораз код Малајнице. У једном писму са бојишта Карађорђе је говорио како су побили 1500 Турака, заузели осам шанчева са свим топовима и бомбама, запленили касу пуну дуката, велики број арапских коња и безброј скупоцених коњских опрема. Сам Гушанац једва је побегао са бојишта; паша је нашао спаса на једној влашкој кобили. По Карађорђевом одласку, Миленко и Исајев су опсели Неготин, али су убрзо били приморани на повлачење. Српске снаге задовољиле су се тиме што су држале планину Мироч. У августу је било склопљено примирје које је трајало годину и по дана.
У међувремену, Гушанац је произведен у чин паше са два туга − ферика. Као такав он је 1809. године повео војску на источну Србију. Његове трупе опселе су Вељка Петровића у Бањи. Срби су послали помоћне трупе да би разбили опсаду, али оне су биле сувише мале и стога поражене. Бања је пала, а Вељко је са неколицином људи успео да се пробије кроз турски логор и умакао. Користећи турску победу на Чегру, Гушанац је потом суделовао у освајању читаве Србије десно од Мораве, уз насиља над српским становништвом. Био је један од иницијатора преласка на леву страну Мораве, желећи да оствари своју претњу да ће једног дана посетити Карађорђа у Тополи. Срби су сада усмерили све напоре да спрече прелаз Турака преко Мораве. Према Пожаревцу поставили су се Младен Миловановић, Сима Марковић и Вујица Вулићевић, док је Карађорђе утврдио брдо Липар код Јагодине. Међутим, руски притисак на Дунаву приморао је Турке да повуку један део своје војске. Гушанчеви покушаји да пређе Мораву били су неуспешни и Срби су га постепено потисли са своје територије.

## Погибија
Алија Гушанац је узео учешћа у руско-турском рату. Дана 10. октобра 1809. суделовао је у победи над Русима код Татарице у близини Силистре. Године 1810. године био постављен за сераскера Софије. Сакупио је 30.000 људи са циљем да одблокира град Русе и у Батину на ушћу Јантре у Дунав чекао да му се придруже снаге великог везира Јусуф-паше, које су се кретале из Шумена. Да би спречио спајање турских снага, руски главни командант, Николај Каменски, је 26. августа напао Гушанца са војском од 21.000 људи. После јаког почетког отпора, турска војска је била савладана са око 5000 погинулих и 5000 заробљених. Сам Гушанац је пао у бици.

## Галерија
- Осман Пазваноглу, господар Видина и одметник од османске централне власти. Слика из 19. века.
- Погибија Васе Чарапића на Стамбол капији при опсади Београда 1806. године. Дело Анастаса Јовановића из 1860. год.
- Кретање турских и руских трупа у Батинској бици. Илустрација из једне руске војне енциклопедије.